# El Liberal de Reus
El Liberal de Reus: diario político y literario y de avisos y notícias, va ser un periòdic reusenc de tendència liberal que sortí del 2 de maig de 1897 fins al 30 d'abril de 1899.

## Història
Fundat per Pere Nolasc Gay, que ja havia fundat i dirigit El Distrito, amb la finalitat de defensar els principis del Partit Liberal.
Reconeixien com a líder indiscutible del partit Práxedes Mateo Sagasta, i com a cap provincial al Marquès de Marianao. Desitgen contribuir al desenvolupament i progrés de la ciutat i defensen el foment de la indústria, del comerç i de l'agricultura
Però la pèrdua de les Colònies el 1898 i el fracàs polític del Partit Liberal fan que el director del periòdic decideixi suspendre'n la publicació. El 30 d'abril de 1899 llegim: "El Partido Liberal hoy por hoy no necesita defensa porque está caído y la masa neutra no quiere oír. Temeridad sería continuar en la brecha y por tal motivo con el número de hoy cesa la publicación de El Liberal de Reus"

## Contingut
Es publicà diàriament excepte els dilluns, en format gran foli, a quatre pàgines i quatre columnes. La impremta, de Celestí Ferrando, i la redacció eren a la plaça de la Constitució. Incloïa anuncis, notícies de caràcter polític, informació local i comercial, noticiari telegràfic i fulletons d'autors anònims, com "El collar de acero", "La Amiga", Un Misterio" "La Señora Ruina o un crimen".
A partir de finals de 1897 dedicà gairebé tota la primera pàgina a anuncis i al fulletó, arribant a incloure-hi només una notícia. Els articles eren en molts casos, copiats d'altres periòdics.
El periodista i historiador reusenc Francesc Gras i Elies diu: "Otra publicación debida a D. Pedro Nolasco Gay. Este periódico a más de político era literario y de avisos".

## Localització
- Col·lecció a la Biblioteca Central Xavier Amorós[4]
- Col·lecció a la Biblioteca Pública de Tarragona digitalitzada a la Biblioteca Virtual de Prensa Histórica[5]